# Trypeticus gilolous
Trypeticus gilolous är en skalbaggsart som först beskrevs av Sylvain Auguste de Marseul 1864.  Trypeticus gilolous ingår i släktet Trypeticus och familjen stumpbaggar. Inga underarter finns listade i Catalogue of Life.